# Herbert Gamboa
Herbert Gamboa (Mérida, 14 dicembre 1993) è un ex giocatore di football americano messicano, che ha giocato come running back e linebacker.